# Michael Benedict Bender
Michael Benedict Bender (* 1958 in Bühl, Baden) ist ein deutscher Kirchenmusiker und Komponist.

## Leben und Werk
Der Sohn eines Pfarrers besuchte ein Gymnasium in Rastatt und studierte 1978–1982 Schulmusik in Karlsruhe sowie 1983–1987 evangelische Kirchenmusik in Heidelberg. Von 1980 bis 1987 war er außerdem als Kirchenmusiker an der Evangelischen Johanneskirche in Rastatt tätig. Nach seinem A-Examen war er 1987–1988 zunächst Assistent des Landeskantors Nordbaden an der Christuskirche in Mannheim.
Von 1989 bis 2024 wirkte er als Kantor und Organist an der Evangelischen Stadtkirche in Ravensburg und war Bezirkskantor des Kirchenbezirks Ravensburg. Zu den von ihm geleiteten Chören gehörten der Bachchor Ravensburg, die Kantorei der Stadtkirche (später: Seniorenkantorei), mehrere Kinder- und Jugendchöre und die von ihm gegründeten Chöre Martin-Luther-Chor, Gospelchor Unity, Motettenchor Ravensburg und Ravensburger Vokalisten.
Aus seiner langjährigen Konzerttätigkeit am Rutenfest Ravensburg mit heiterer Orgelliteratur erwuchs die Herausgeberschaft zweier Sammelbände mit Walzern, Märschen, Polkas und Ragtimes „aus dem Giftschrank der Orgelliteratur“ im Original für Orgel und in eigenen Arrangements.
Für seine Leistungen wurde er 2003 vom Landesbischof zum Kirchenmusikdirektor ernannt.
Bender ist Hauptschriftleiter der Württembergischen Blätter für Kirchenmusik, der Zeitschrift des Verbandes Evangelische Kirchenmusik in Württemberg.
Als Kirchenmusiker und Redakteur verwendet er den Namen „Michael Bender“ ohne den Mittelnamen, als Komponist zeichnet er mit „Michael Benedict Bender“.

## Auszeichnungen
- Richard-Wagner-Stipendiat der Richard-Wagner-Stipendienstiftung
- 2005 Kulturpreis der Städte Ravensburg und Weingarten

## Kompositionen

### Bühnenwerke
- Rumpelstilzchen, Kinderoper
- Der unsterbliche Koschtschei, Kinderoper nach russischen Märchen
- Unterwegs mit David, Kindermusical zusammen komponiert mit Ingo Bredenbach nach einem Text von Brigitte Antes

### Chorwerke
- King Dave. Pop-Oratorium
- Die heilige Nacht. Ein Chorspiel zu Weihnachten
- Magnificat (My soul magnifies), Chorwerk
- Advent. 5 Songs nach Worten der Heiligen Schrift
- The miracle of Bethlehem. Christmas oratorio
- Furchtlos und Frei. Ein Lutheroratorium (Text: Jochen Tolk)

### Instrumentalwerke
- Die fürchterlichen Fünf. Ein Orgelkonzert für Kinder
- Josef und seine Brüder. Orgelkonzert für Kinder